# Дунгчен
Дунгчен (тиб. དུང་ཆེན) — длинный (1,5-3,5 м.) разборный прямой металлический (медь, латунь, серебро) духовой инструмент, широко использующийся в церемониях тибетского буддизма. Как правило, используется как парный инструмент; при использовании в шествиях оказывается необходимой помощь ассистентов для переноса. Сходные инструменты в других странах — трутрука и альпийский рог. Разновидность натуральной трубы, на которой методом передувания извлекают звуки натурального звукоряда.